# Chiesa di San Ippolito
Die Chiesa di San Ippolito ist ein Kirchengebäude in Palermo.

## Baugeschichte
Die in der Via Porta di Carini im Stadtviertel Capo gelegene Kirche gilt als eine der ältesten Pfarrkirchen Palermos, die in einer Urkunde von 1267 erstmals erwähnt wurde (Praesbiter S. Ippoliti grana decem). 1583 erfolgten umfangreiche Umbau- und Ergänzungsarbeiten.

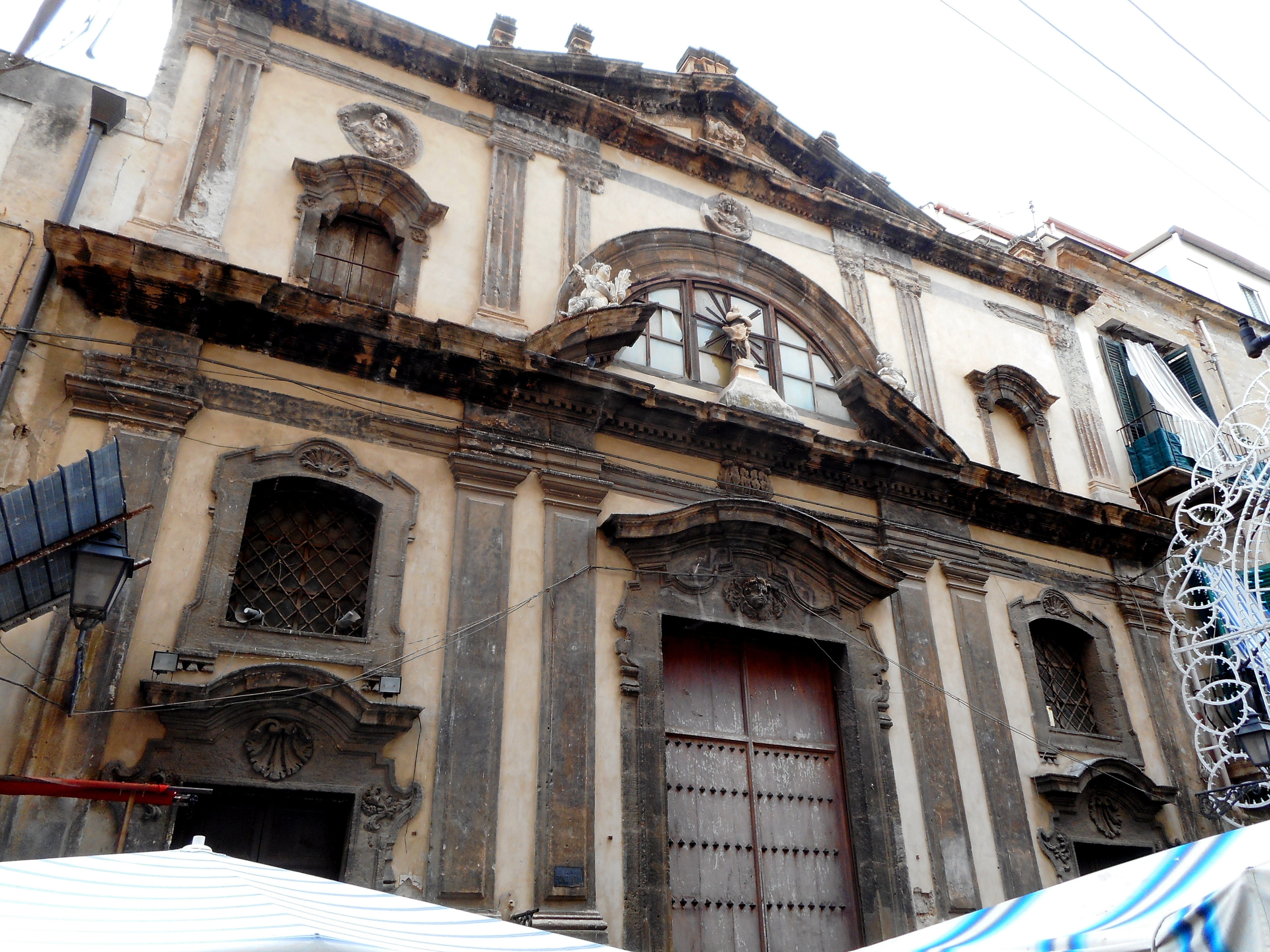
Fassade

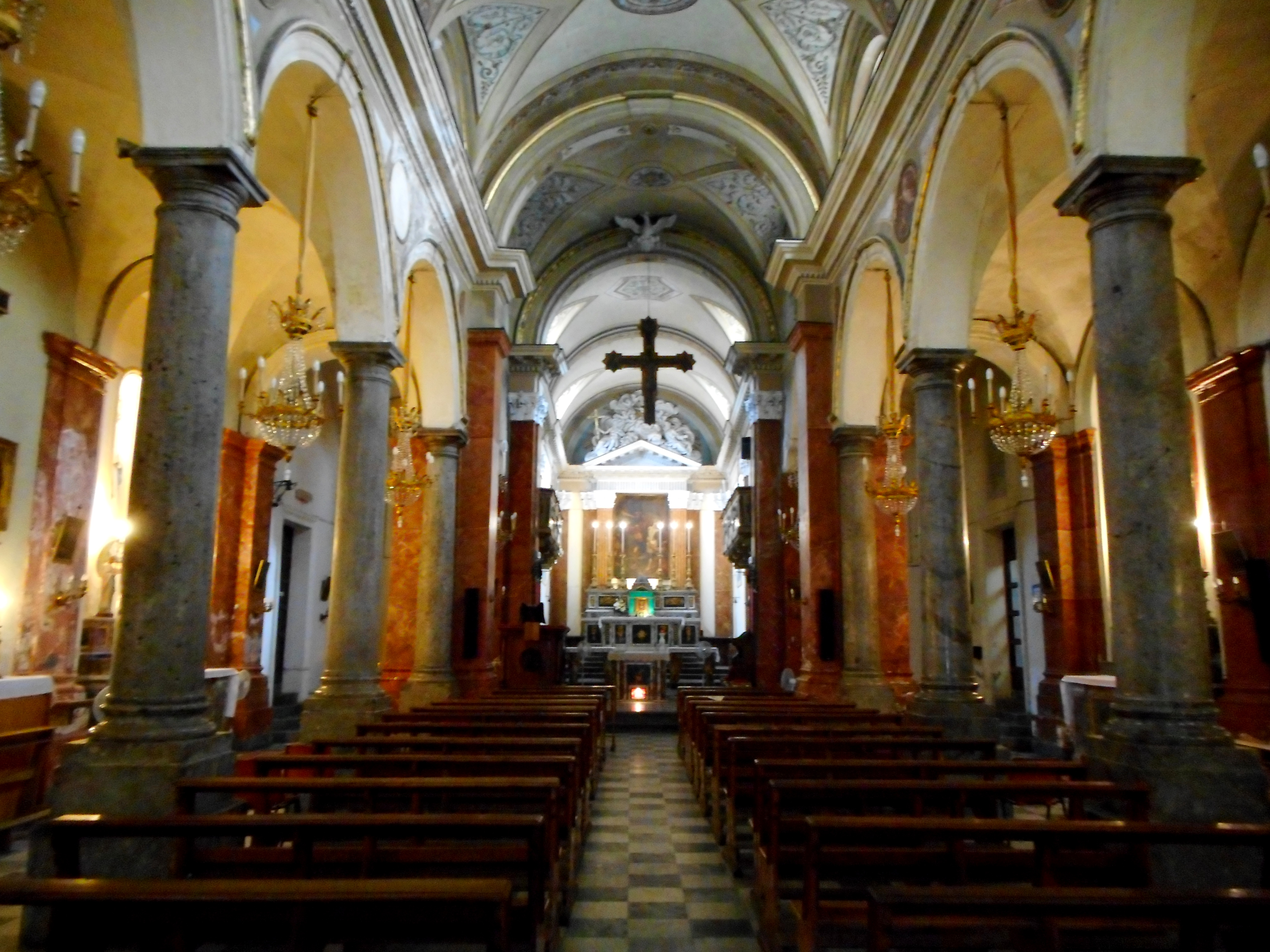
Innenraum

## Fassade
Die breit angelegte Fassade wurde 1728 nach einem Entwurf von Andrea Palma vollendet. Ihre Portalzone wird durch ein Pilasterpaar flankiert. Portal- und Fensterstützen enden oben in einem Rokokodekor. Über dem Türsturz mit dem Kopf einer Putte befindet sich ein Wellengiebel. Oberhalb des Gesimses mit Eierstabdekor setzt sich die Linie der Pilaster in etwas schmalerer Ausführung fort. Vor einem halbrunden Fenster mit gesprengtem Segmentgiebel steht die von Putten eingerahmte Marmorfigur des Heiligen Ippolito, über der ein Stuckmedaillon die Madonna zeigt.

## Innenraum
Der dreischiffige Innenraum wird durch dunkle Marmorsäulen geteilt, Gurtbögen und Zwickel sind farbig ornamentiert.
Die Kirche birgt reiche Kunstschätze. Für die erste Seitenschiffkapelle malte Filippo Randazzo das Altarbild „Rosenkranzmadonna mit der Heiligen Rosalia und Heiligen Dominikanern“. Auf dem Altar befinden sich zwei polychrom gefasste Figuren der Heiligen Kosmas und Damian aus dem Ende des 16. Jahrhunderts. Eine sizilianische Krippe steht in der letzten Kapelle. Vor der Apsis hängt ein qualitätsvoll bemaltes Kruzifix aus dem 16. Jahrhundert. Das Hauptaltarbild mit dem „Martyrium des Heiligen Ippolito“ malte ebenfalls Filippo Randazzo 1728. Die Kapellen des linken Seitenschiffes zeigen und Altarbilder unbekannter Meister. Das Deckenfresko „Der Auferstandene Christus“ malte Giovanni Patricolo im 19. Jahrhundert. Aus dem 14. Jahrhundert hat sich das Fresko „Madonna und Kind“ erhalten, das sich an der linken Innenwand befindet.